# César De María

César De María (Lima,  Perú, 14 de febrero de 1960) es un dramaturgo y director de teatro peruano. Es además autor de cuentos, poesía y obras de teatro para niños.

## Reseña biográfica
César De María nació en Lima en 1960. Se inicia como autor y director en el grupo "Homero, teatro de grillos" en 1976, bajo la tutela de la autora y directora Sara Joffré. Trabajó con otros grupos destacados como Telba, Kusi Kusi, Olmo y Quinta Rueda. Gana en 1978 el Premio Nacional de Obras de Corto Reparto convocado por el TUSM y CELCIT PERU. Recibe premios y menciones en concursos de teatro y narración, entre ellos un accésit en el Premio Tirso de Molina (1992) y el primer premio del Hermanos Machado (1995). Como autor de obras para niños, obtiene una mención honrosa en el Concurso de Teatro para Niños de Amnesty International con su obra Vamos por lo nuestro y en 2000 gana la Bienal de Literatura Infantil convocada por el ICPNA con su poemario La calle canta. En 2020 la ENSAD (Escuela Nacional Superior de Arte Dramático de Lima) publicó un libro que reúne 12 de sus obras más importantes, titulado Contra el tiempo. La editorial Máquina Purísima publicó en 2023 Jaulas de sombra, una reunión de monólogos teatrales que incluye la piezas Dos para el camino. 

## Obras teatrales
Título y año de estreno (en Lima, salvo indicación):
La celda (1978)
Miedo (1978)
Del bolsillo ajeno (1978)
Johnny (1979)
A ver, un aplauso! (1989)
Blusas de maternidad (1989)
Escorpiones mirando al cielo (1993)
Dos contra dos (1993)
Varieté latina (1994)
La sirena sobre el iceberg (1995)
La caja negra (1996)
Dime que tenemos tiempo (1997)
El poeta, la mujer y la maleta (1997)
Laberinto de Monstruos (1998)
La noche antes del combate (1998)
Kamikaze! o La historia del cobarde japonés (1999)
El cielo está vacío (2000)
Dos para el camino (2002)
El último barco (2004)
Las chicas de 4to C (2018)
Morir cantando (2020)
El viaje de la Santa (2023)

## Premios y nominaciones
Premio de Obras de teatro de corto reparto otorgado por el TUSM (Teatro Universitario de San Marcos), 1978.
Mención honrosa en el Premio de Teatro para niños de la Municipalidad de Lima, 1987. 
Premio Tirso de Molina, Accésit por la obra La caja negra, 1992.
Premio Hermanos Machado del Ayuntamiento de Sevilla, ganador por la obra “La historia del cobarde japonés”, 1995.
Premio Luces, mejor dramaturgia nacional, 2013. 
Premio Bienal de Poesía Infantil convocado por el ICPNA (Instituto Cultural Peruano Norteamericano) por su poemario La calle canta, 2011.